# Guatteria pteropus
Guatteria pteropus é uma espécie de magnólia. Foi descrito pela primeira vez por George Bentham. Guatteria pteropus pertence ao gênero Guatteria, e à família Annonaceae.

## Subespécies
O gênero é dividido nas seguintas subespécies:
- G. p. angustior
- G. p. cinerea